# Coluna de Focas
Colunas de Focas é uma coluna monumental localizada no Fórum Romano. Erigida diante da Rostra e dedicada (ou rededicada) em homenagem ao imperador bizantino Focas em 1 de agosto de 608, foi o último monumento a ser acrescentado ao Fórum. De ordem coríntia e canelada, a Coluna de Focas tem 13,6 metros de altura contando com seu plinto cúbico de mármore branco. 

## História
Em termos estilísticos, a coluna parece ter sido esculpida no século II para uma estrutura não identificada e depois reciclada. O plinto também foi reciclado e originalmente servia de base para uma estátua de Diocleciano; sua antiga inscrição foi raspada para abrir espaço para um texto novo. A base da coluna foi recuperada em 1813 e na inscrição em latim se lê o seguinte:
| “ | Optimo clementiss[imo piissi]moque / principi domino n[ostro] / F[ocae imperat]ori / perpetuo a d[e]o coronato, [t]riumphatori / semper Augusto / Smaragdus ex praepos[ito] sacri palatii / ac patricius et exarchus Italiae / devotus eius clementiae / pro innumerabilibus pietatis eius beneficiis et pro quiete / procurata Ital[iae] ac conservata libertate / hanc sta(tuam maiesta)tis eius / auri splend(ore fulge)ntem huic / sublimi colu(m)na(e ad) perennem / ipsius gloriam imposuit ac dedicavit / die prima mensis Augusti, indict[ione] und[icesima] / p[ost] c[onsulatum] pietatis eius anno quinto Ao melhor, mais clemente e piedoso príncipe, nosso senhor Focas, imperador perpétuo, coroado por Deus, para sempre augusto triunfador, erigiu Esmaragdo, ex prepósito do palácio sagrado e patrício e exarca da Itália, dedicado a Sua Clemência pelas inúmeras benfeitorias de Sua Piedade e pela paz conquistada para a Itália e pela preservação de sua liberdade, estátua de Sua Majestade, brilhando com o esplendor do ouro aqui nesta altíssima coluna erigida e dedicada para sua eterna glória no primeiro dia do mês de agosto na décima-primeira indicção do quinto ano após o consulado de Sua Piedade. | ” |

A ocasião precisa que ensejou a honraria é desconhecida, mas sabe-se que Focas formalmente doou o Panteão ao papa Bonifácio IV, que o rededicou como a igreja de Santa Maria ad Martyres na mesma época. Acima do capitel coríntio, Esmaragdo, o exarca de Ravena, colocou uma "fulgurante" estátua dourada de Focas. Ao invés de uma marca da gratitude papal, como por vezes se declara que a Coluna de Focas seria, a estátua provavelmente indicava e sublinhava a soberania do imperador bizantino sobre Roma, que estava rapidamente se degradando sob a pressão dos lombardos, além de uma marca pessoal de gratidão de Esmaragdo, que havia sido reconvocado por Focas de um longo exílio e estava em débito com imperador por causa de sua posição em Ravena.
Em 610, Focas foi derrubado e assassinado por Heráclio e todas as suas estátuas conhecidas foram derrubadas e destruídas.
O monumento permanece hoje em sua localização original. Sua posição isolada e sem nenhum apoio entre as ruínas fizeram da Coluna de Focas um marco no Fórum Romano desde a Idade Média e quase sempre ela aparece em pinturas, gravuras do Fórum (vedutas). Porém, a elevação do nível da rua por causa da deposição gradual de lama e detritos já havia coberto completamente o plinto na época que Vasi e Piranesi fizeram suas gravuras da coluna (meados do século XVIII). O local só foi escavado até o nível original da época de Augusto no século XIX.